# Chindōgu
Chindōgu (jap. 珍道具 "dziwne narzędzia") – niezwykłe narzędzia wymyślone po to, aby usprawnić proste czynności. Twórcą tego terminu jest Kenji Kawakami. Twórcom chindōgu przyświeca myśl, aby produkt z pozoru użyteczny był całkowicie nieużyteczny.
Kawakami ma na swoim koncie 600 pomysłowych wynalazków np.: okulary do zakraplania oczu i czapkę z zapasem papieru toaletowego. Swoimi wynalazkami Kawakami drwi z opętanego konsumpcjonizmem społeczeństwa, które bezmyślnie goni za kolejnymi elektronicznymi gadżetami. Zyskał on szereg naśladowców, około 10 tys. osób, których jednoczy Międzynarodowe Towarzystwo Chindōgu z siedzibą w Los Angeles.
Międzynarodowe Towarzystwo Chindogu deklaruje że przedmioty zaliczane do chindōgu muszą spełniać 10 zasad: 
1. wynalazek nie może być użyteczny w rzeczywistości, chociaż na taki wygląda,
2. musi być zrobiony tak, aby działał,
3. musi przełamywać konwenanse,
4. musi mieć charakter codzienny,
5. nie może być sprzedawany,
6. nie może być opatentowany,
7. nie może być śmieszny,
8. nie może poruszać tematu tabu,
9. ma być apolityczny,
10. ma być aregilijny.